# Mokroluh
Mokroluh est un village de Slovaquie situé dans la région de Prešov.

## Histoire
Première mention écrite du village en 1277.

## Démographie

### Évolution de la population
| Année:               | 1994. | 2004.    | 2014.   | 2024.   |
| -------------------- | ----- | -------- | ------- | ------- |
| Nombre de personnes: | 587   | 714      | 730     | 769     |
| Différence:          |       | +21,63 % | +2,24 % | +5,34 % |

| Année:               | 2023. | 2024.   |
| -------------------- | ----- | ------- |
| Nombre de personnes: | 750   | 769     |
| Différence:          |       | +2,53 % |